# Liste der Gemeindeverbände im Département Haute-Saône
Das Département Haute-Saône liegt in der Region Bourgogne-Franche-Comté in Frankreich. Es untergliedert sich in 19 Gemeindeverbände.
Siehe auch: Liste der Gemeinden im Département Haute-Saône

## Gemeindeverbände

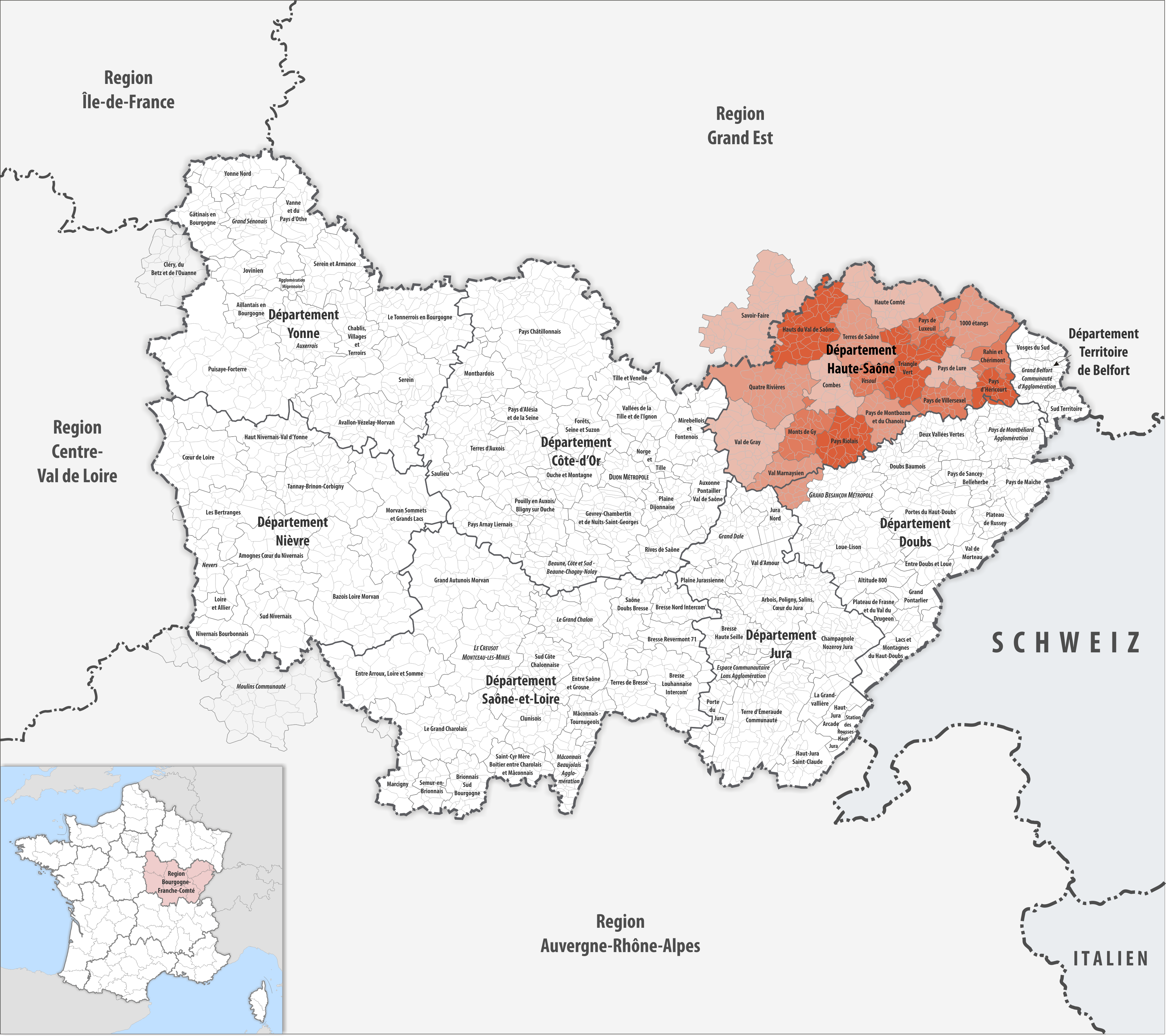
Gemeindeverbände im Département Haute-Saône

| Gemeindeverband                 | Gemeinden im Départ./Verband | Einwohner 1. Januar 2022 | Fläche km² | Dichte Einw./km² | SIREN- Nummer | Rechtsform                 | Gründungsdatum    |
| ------------------------------- | ---------------------------- | ------------------------ | ---------- | ---------------- | ------------- | -------------------------- | ----------------- |
| 1000 étangs                     | 26/26                        | 8.471                    | 354,58     | 24               | 247 000 854   | Communauté de communes     | 22. Dezember 2003 |
| Combes                          | 27/27                        | 7.541                    | 283,55     | 27               | 247 000 367   | Communauté de communes     | 31. Dezember 1994 |
| Haute Comté                     | 37/37                        | 16.798                   | 442,40     | 38               | 200 041 721   | Communauté de communes     | 1. Januar 2014    |
| Hauts du Val de Saône           | 48/48                        | 8.373                    | 489,31     | 17               | 200 036 150   | Communauté de communes     | 27. Dezember 2012 |
| Monts de Gy                     | 24/24                        | 6.143                    | 240,03     | 26               | 247 000 698   | Communauté de communes     | 30. Dezember 1999 |
| Pays de Lure                    | 23/23                        | 19.128                   | 195,13     | 98               | 247 000 664   | Communauté de communes     | 16. Dezember 1998 |
| Pays de Luxeuil                 | 15/15                        | 14.856                   | 152,70     | 97               | 247 000 755   | Communauté de communes     | 15. November 2001 |
| Pays de Montbozon et du Chanois | 27/27                        | 6.661                    | 237,62     | 28               | 200 041 853   | Communauté de communes     | 1. Januar 2014    |
| Pays de Villersexel             | 30/32                        | 7.726                    | 201,42     | 38               | 247 000 714   | Communauté de communes     | 30. Dezember 1999 |
| Pays d’Héricourt                | 20/23                        | 20.925                   | 163,61     | 128              | 247 000 722   | Communauté de communes     | 14. November 2000 |
| Pays Riolais                    | 33/33                        | 13.266                   | 292,08     | 45               | 247 000 706   | Communauté de communes     | 29. Dezember 1999 |
| Quatre Rivières                 | 41/41                        | 9.437                    | 561,48     | 17               | 247 000 623   | Communauté de communes     | 31. Dezember 1996 |
| Rahin et Chérimont              | 9/9                          | 11.627                   | 152,80     | 76               | 247 000 821   | Communauté de communes     | 20. Dezember 2002 |
| Savoir-Faire                    | 3/63                         | 15.054                   | 807,51     | 19               | 200 070 332   | Communauté de communes     | 6. Dezember 2016  |
| Terres de Saône                 | 39/39                        | 13.103                   | 379,22     | 35               | 200 041 879   | Communauté de communes     | 1. Januar 2014    |
| Triangle Vert                   | 42/42                        | 10.976                   | 370,35     | 30               | 200 041 861   | Communauté de communes     | 1. Januar 2014    |
| Val de Gray                     | 48/48                        | 20.109                   | 498,16     | 40               | 200 036 549   | Communauté de communes     | 27. Dezember 2012 |
| Val Marnaysien                  | 24/45                        | 14.652                   | 301,85     | 49               | 200 041 887   | Communauté de communes     | 1. Januar 2014    |
| Vesoul                          | 20/20                        | 32.339                   | 145,49     | 222              | 247 000 011   | Communauté d’agglomération | 30. Dezember 2011 |